# الانسحاب من منطقة اليورو
يشير مصطلح الانسحاب من منطقة اليورو (بالإنجليزية: Withdrawal from the Eurozone)‏ إلى العملية التي تقضي بأن تتوقف أي دولة عضو في منطقة اليورو، سواء بشكل طوعي أم قسري، عن استخدام اليورو كنقد إلزامي وتنتهي عضويتها من منطقة اليورو. حتى ديسمبر من عام 2020، لم تنسحب أي دولة من منطقة اليورو.

## الخلفية
أثيرت احتمالات انسحاب إحدى الدول الأعضاء من منطقة اليورو لأول مرة بعد اندلاع أزمة الدين الحكومي اليوناني. وقد ورد أن مصطلح «انسحاب اليونان» نفسه قد استُخدم لأول مرة من قبل الاقتصاديين في سيتي غروب ويليم بيوتر وإبراهيم راهباري في تقرير عام 2012 عن إمكانية انسحاب اليونان من منطقة اليورو. في طبعة عام 2015، دخل مصطلح «انسحاب اليونان» في قاموس أكسفورد الإنجليزي، الذي عُرف بأنه «مصطلح مُستخدم لانسحاب اليونان المحتمل من منطقة اليورو، وهي المنطقة الاقتصادية التي شكلتها تلك البلدان في الاتحاد الأوروبي التي تستخدم اليورو كنقد إلزامي».
تبع ذلك تكهنات حول انسحاب بلدان أخرى أيضًا، مثل إيطاليا، من منطقة اليورو، ويقول الخبير الاقتصادي نورييل روبيني أن «إيطاليا قد تحتاج، مثلها مثل بعض البلدان الهامشية الأخرى، إلى الانسحاب من منطقة اليورو والعودة إلى عملتها الوطنية الخاصة، وبالتالي المباشرة بعملية تفكك فعّالة لمنطقة اليورو.
ثمة بعض الحالات الأوروبية التي قد تشهد حصول دولة على عملة خاصة بها، في حال حدوث عمليات تقسيم. انقسمت الكرونة التشيكية والسلوفاكية من الكرونة التشيكوسلوفاكية في عام 1993، كلتاهما بسعر الصرف 1:1. كانت الأوراق النقدية المختومة كوسيلة لإنشاء عملة جديدة خاصة. وبالإضافة إلى ذلك، أنشأت عملتي التولار السلوفيني والكونا الكرواتية بعد انقسامهما عن الدينار اليوغوسلافي.

## البيئة القانونية
ناقش البعض بعدم وجود أي حكم في أي معاهدة للاتحاد الأوروبي يقضي بالانسحاب من منطقة اليورو. وعلاوة على ذلك، فقد قيل أن المعاهدات توضح أن عملية الوحدة الاقتصادية والنقدية للاتحاد الأوروبي كان المقصود منها أن تكون «غير قابلة للإلغاء» و«نهائية». لكن في عام 2009، أكدت دراسة قانونية أجراها البنك المركزي الأوروبي أن الانسحاب الطوعي يُعتبر حالة غير ممكنة من الناحية القانونية، لكن فكرة الطرد «ممكن تخيلها وقبولها». على الرغم من عدم وجود نص صريح لخيار الانسحاب، فإن العديد من الخبراء والسياسيين في أوروبا، اقترحوا ضرورة إدراج خيار الانسحاب من منطقة اليورو في المعاهدات ذات الصلة.
يقول محللون آخرون أنه ثمة ثلاثة طرق أساسية للانسحاب من منطقة اليورو: إما بمغادرة الاتحاد الأوروبي ثم العودة إليه بعد ذلك إذ لن يصبح تجديد العضوية في الاتحاد الأوروبي ممكنًا إلا عندما يتحقق التقارب الاقتصادي؛ أو من خلال تعديل المعاهدة؛ أو من خلال قرار يتخذه المجلس الأوروبي. وسوف يتضمن التعديل تمديد المادة 50 من المعاهدة الأوروبية التي تحدد عملية الانسحاب من اليورو.

إن قرار المجلس الأوروبي يجب أن يكون بالإجماع «بموافقة البرلمان الأوروبي». ويجب أن ينص القرار على أن أي دولة عضو في منطقة اليورو «لن تصبح بعد الآن جزءًا من منطقة اليورو» وسوف تصبح دولة عضو «بدون تقييد»، وذلك بسحب القرار السابق الذي اتخذه المجلس بدخول تلك الدولة إلى منطقة اليورو. وتنظم المادة 139 شروط هذا «التقييد»:
يشار فيما يلي إلى الدول الأعضاء التي لم يقرر المجلس بشأنها أنها تستوفي الشروط اللازمة لاعتماد اليورو بوصفها «الدول الأعضاء بدون تقييد».
إن اختصاص المجلس في سحب قراره السابق من شأنه أن يستدعي الحجة القائلة بأن الاختصاص في البت في مسألة ما يشمل دائمًا الاختصاص في سحب ذلك القرار. بالإضافة إلى ذلك، يمكن أن تستمد قوة التراجع هذه من «شرط غير مقيد» الوارد في المادة 352 من الاتفاق المالي، الذي يمنح المجلس، بناء على اقتراح من اللجنة وبموافقة البرلمان الأوروبي، القدرة على تبني «التدابير المناسبة» بالإجماع لتحقيق أحد الأهداف المنصوص عليها في المعاهدات على النحو المنصوص عليه في المادة الثالثة من الاتحاد الأوروبي - التحقق الأساسي من أن البقاء في منطقة اليورو سوف يكون «مدمرًا» إلى حد كبير لرفاهية شعب الدول الأعضاء، و/أو بقية شعوب أوروبا، وذلك في حال كان الخروج سيكون شرعيًا في ضوء أهداف المعاهدات. بعد ذلك، سكون من الممكن ظاهريًا اتخاذ القرار بالتراجع عن القرار السابق الذي وافق على دخول دولة ما إلى منطقة اليورو.
مع الإقرار بأن طريقة انسحاب أي دولة من منطقة اليورو تبقى «غير معروفة»، أشار المحللون القانونيون إلى أن أي انسحاب محتمل «يشمل قرارًا بأن جميع التزامات اليورو المستحقة على المقيمين في البلدان الأعضاء التي تنوي الانسحاب قد يعاد تقييمها بعملات وطنية جديدة».
وفيما يتعلق بمسألة الانسحاب من منطقة اليورو، ذكرت المفوضية الأوروبية أن «إن عدم قابلية إلغاء العضوية في منطقة اليورو يشكل جزءًا لا يتجزأ من إطار المعاهدة، وأن المفوضية، بوصفها وصية على معاهدات الاتحاد الأوروبي، «لا تعتزم اقتراح [أي] تعديل» على المعاهدات ذات الصلة، وأن الوضع الحالي «هو أفضل طريقة للمضي قدمًا لزيادة مرونة الدول الأعضاء في منطقة اليورو في مواجهة الأزمات الاقتصادية والمالية المحتملة». ردًا على سؤال طرحه أحد أعضاء البرلمان الأوروبي، ذكر البنك المركزي الأوروبي أن الانسحاب غير مسموح به بموجب المعاهدات المتفق عليها.

### الانسحاب من الاتحاد الأوروبي
في حال انسحاب دولة ما من الاتحاد الأوروبي، فإن المادة 50 من معاهدة الاتحاد الأوروبي تنص على أن «توقف اطبيق أي من المعاهدات المتفق عليها مع الدولة المعنية». وفي حال كانت الدولة المعنية تستخدم اليورو كعملة نقدية خاصة بدلًا من تشكيل عملة محلية جديدة، قد تستمر في استخدام اليورو من جانب واحد أو من خلال اتفاقية نقدية مع الاتحاد الأوروبي – مثلما الأمر في الجبل الأسود أو أندورا - من دون أن تكون عضوًا في الاتحاد الأوروبي.